# Hymn Niue
Ko e Iki he Lagi (z niue Pan w Niebie) – hymn państwowy Niue. Hymn został przyjęty w 1974 roku po uzyskaniu autonomii od Nowej Zelandii.

## Tekst
Ko e Iki he Lagi

Kua fakaalofa mai

Ki Niue nei, ki Niue nei

Kua pule totonu

E Patuiki toatu

Kua pule okooko ki Niue nei
Ki Niue nei, ki Niue nei

Ki Niue nei, ki Niue nei

Ki Niue nei, ki Niue nei

Ki Niue nei
Kua pule okooko ki Niue nei

Kua pule ki Niue nei

## Tłumaczenie na język polski
Panie w Niebie

Który umiłowałeś

Niue

Który rządzisz sprawiedliwie

Wszechmogący

Który rządzisz niepodzielnie nad Niue
Nad Niue, nad Niue

Nad Niue, nad Niue

Nad Niue, nad Niue

Nad Niue
Który rządzisz niepodzielnie nad Niue

Który rządzisz nad Niue